# Giovanni Barberis
Giovanni Barberis (Stroppiana, 25 aprile 1915 – Milano, 20 gennaio 2006) è stato un calciatore italiano, di ruolo centrocampista.

## Carriera
Ha disputato 4 campionati di Serie A dal 1933 al 1938 con le maglie di Pro Vercelli, Juventus e Fiorentina, per complessive 43 presenze e 5 reti in massima serie. Con le bianche casacche della Pro ha disputato anche il campionato di Serie B 1935-1936 (25 presenze e 3 reti all'attivo).
È uno dei tre giocatori di movimento (con Giancarlo Cella e Fábio Bilica) ad aver parato un calcio di rigore in Serie A, il 12 maggio 1935, 27ª giornata di campionato, nella sconfitta in trasferta contro il Bologna per 5-0, quando sostituì Egidio Scansetti al 75' perché espulso e parò il rigore calciato da Corsi all'84'.
È inoltre l'autore di quella che è tuttora l'ultima rete realizzata dalla Pro Vercelli in Serie A, essendo andato a segno all'85’ dell'ultima partita della stagione Serie A 1934-1935, la sconfitta interna (1-4) dei piemontesi con la Roma disputata il 2 giugno 1935.
Ha giocato con la Juventus la stagione 1936-37 e a Firenze la stagione 1937-38 sempre in Serie A, poi ha disputato due stagioni in Serie C, dal 1938 al 1940, a Busto Arsizio con la Pro Patria.